# Anas Zniti
Anas Zniti (sinh ngày 28 tháng 10 năm 1988) là một thủ môn bóng đá người Maroc, hiện tại thi đấu cho FAR Rabat và từng thi đấu cho Maghreb Fez.
Vào tháng 3 năm 2006, Zniti được triệu tập vào trại tập luyện của đội tuyển Olympic Maroc, ở lại đội hình đến năm sau đó tham dự các trận vòng loại Olympic.